# Helmholtz-Medaille
Die Helmholtz-Medaille wurde am 31. August 1891 aus Anlass des 70. Geburtstages des Namensgebers Hermann von Helmholtz gestiftet und ist eine Auszeichnung an Gelehrte für herausragende Leistungen zunächst auf den Gebieten Natur- und Technikwissenschaften, Medizin und Erkenntnistheorie, heute  auch für Geistes- und Sozialwissenschaften, die von der Preußischen Akademie der Wissenschaften (ab 1946 durch die Deutsche Akademie der Wissenschaften zu Berlin bzw. die Akademie der Wissenschaften der DDR, ab 1992 Berlin-Brandenburgische Akademie der Wissenschaften) verliehen wird. Die ersten vier Empfänger waren 1892 von Helmholtz selbst vorgeschlagen worden.
Die Helmholtz-Medaille wird seit 1994 alle zwei Jahre vergeben.

## Träger der Helmholtz-Medaille

### 1892–1945
- 1892: Emil Heinrich Du Bois-Reymond, Robert Wilhelm Bunsen, William Thomson, 1. Baron Kelvin, Karl Weierstraß
- 1898: Rudolf Virchow
- 1900: George Gabriel Stokes
- 1904: Santiago Ramón y Cajal
- 1906: Antoine Henri Becquerel
- 1909: Emil Fischer
- 1910: Jacobus Henricus van ’t Hoff
- 1912: Simon Schwendener
- 1914: Max Planck
- 1916: Richard von Hertwig
- 1918: Wilhelm Conrad Röntgen

### 1946–1990
- 1959: Otto Hahn, Gustav Hertz, Max von Laue
- 1961: Niels Bohr
- 1964: Paul Dirac
- 1969: Nikolai Bogoljubow
- 1971: Wiktor Hambardsumjan, Wladimir Fock
- 1975: Louis de Broglie, Hans Stubbe, Andrei Kolmogorow
- 1978: Karl Lohmann
- 1981: Peter Adolf Thiessen, Pjotr Kapiza
- 1984: Arnold Graffi
- 1987: Alexander Prochorow, Samuel Mitja Rapoport
- 1990: Heinz Bethge

### Seit 1994
- 1994: Manfred Eigen, Biophysiker
- 1996: Noam Chomsky, Sprachwissenschaftler
- 1998: Roger Penrose, theoretischer Physiker
- 2000: Jürgen Habermas, Philosoph
- 2002: Friedrich Hirzebruch, Mathematiker
- 2004: Hans-Ulrich Wehler, Geschichtswissenschaftler
- 2006: Günter Spur, Ingenieurwissenschaftler
- 2008: Peter Wapnewski, Altgermanist und Philologe
- 2010: Niels Birbaumer, Neurowissenschaftler
- 2012: John C. Polanyi, Chemiker
- 2014: Murray Gell-Mann, Physiker
- 2016: Nicholas Rescher, Philosoph
- 2018: Rita R. Colwell, Mikrobiologin
- 2020: Gábor A. Somorjai, Chemiker
- 2022: Katalin Karikó, Biochemikerin
- 2024: Arlie Russell Hochschild, Soziologin[2]